# Boston Celtics
Boston Celtics (/ˈsɛltɪks/ SEL-tiks) là câu lạc bộ bóng rổ nhà nghề có trụ sở đặt tại thành phố Boston, bang Massachusetts. Celtics thi đấu tại Giải bóng rổ Nhà nghề Mỹ (NBA) cho khu vực Miền Đông và là một trong 8 câu lạc bộ đầu tiên khai sinh ra giải đấu này. Celtics ra đời vào năm 1946 và chia sẻ sân nhà TD Garden cùng với câu lạc bộ khúc côn cầu trên băng Boston Bruins. Celtics được công nhận là câu lạc bộ thành công nhất lịch sử NBA giữ kỷ lục 18 lần vô địch và hiện tại là câu lạc bộ có số trận thắng nhiều nhất lịch sử giải đấu. New York Knicks và Celtics là 2 câu lạc bộ duy nhất còn lại của Liên đoàn bóng rổ Hoa Kỳ (BAA) vẫn còn đặt trụ sở và sân nhà tại thành phố nơi thành lập.
Đối thủ lớn nhất của Celtics chính là Los Angeles Lakers, đặc biệt trong các thập niên 1960 và 1980. Trong những 1980, hai ngôi sao của hai đội là Larry Bird và Magic Johnson thường xuyên ẩu đả. Hai đội đã gặp nhau tại trận chung kết NBA Finals kỷ lục 12 lần, và Celtics thắng 9 trong số đó. Câu lạc bộ cũng có được 10 lần Giải thưởng Cầu thủ bóng rổ xuất sắc nhất NBA bởi 4 danh thủ Bob Cousy, Bill Russell, Dave Cowens và Larry Bird – một kỷ lục khác. Biệt danh "Celtics" lẫn linh vật biểu tượng "Lucky the Leprechaun" đều bắt nguồn từ lịch sử của cộng đồng người Ireland ở Boston, đi kèm với sự ra đời của câu lạc bộ bóng rổ Original Celtics trước thời kỳ NBA.
Thành công đến với câu lạc bộ từ cuối thập niên 1950 khi huấn luyện viên Red Auerbach mang về trung phong Bill Russell vào những ngày cuối cùng của thị trường chuyển nhượng năm 1956. Dưới sự dẫn dắt của Russell và hậu vệ Bob Cousy, Celtics lần đầu đăng quang NBA vào năm 1957. Russell cùng thế hệ tài năng xuất chúng sau đó John Havlicek, Tom Heinsohn, K. C. Jones, Sam Jones, Satch Sanders và Bill Sharman đã đưa Celtics trở thành câu lạc bộ vĩ đại nhất lịch sử với 8 chức vô địch trong thập niên 1960. Sau khi Russell giải nghệ vào năm 1969, câu lạc bộ bắt đầu quá trình tái thiết với hạt nhân là trung phong Dave Cowens và hậu vệ JoJo White. Không lâu sau, họ giành chức vô địch NBA vào các năm 1974 và 1976. Họ duy trì sức mạnh suốt thập niên 1980 với bộ ba "Big Three" Larry Bird, Kevin McHale và Robert Parish, mang về 3 danh hiệu NBA nữa vào các năm 1981, 1984 và 1986. Sau khi có được tới 16 chức vô địch NBA chỉ trong 4 thập kỷ, họ rơi vào khủng hoảng lớn trong suốt những năm 1990 cho tới tận đầu những năm 2000. Phải tới tận năm 2008, thế hệ "Big Three mới" của Kevin Garnett, Paul Pierce và Ray Allen mới giúp Celtics đăng quang, rồi thua Lakers ở trận chung kết năm 2010 sau 7 ván đấu.
Sau khi "Big Three mới" lần lượt chia tay câu lạc bộ, Celtics tiến hành tái thiết với huấn luyện viên Brad Stevens. Năm 2015, ngay mùa giải thứ hai của mình, Stevens đã giúp câu lạc bộ trở lại với vòng playoff. Ở mùa giải 2017, thậm chí Celtics còn kết thúc vòng bảng với vị trí số 1 khu vực miền Đông. Những ngôi sao trẻ như Jayson Tatum và Jaylen Brown sau đó đã giúp Celtics lọt vào tới chung kết tổng của khu vực miền Đông các mùa 2018, 2020, 2022 và 2023, trước khi đăng quang vào mùa giải 2024.

## Các sân nhà
| Sân nhà       | Địa điểm              | Khoảng thời gian |
| ------------- | --------------------- | ---------------- |
| Boston Arena  | Boston, Massachusetts | 1946–1955        |
| Boston Garden | Boston, Massachusetts | 1946–1995        |
| TD Garden     | Boston, Massachusetts | 1995–nay         |